# Front espagnol
Le Front espagnol était un parti politique nationaliste espagnol de type « plateforme », fondé en 2002 et dirigé par Blas Piñar. Cette plateforme nationaliste réunissait FE-La Falange, Fuerza Nueva, España 2000 et les syndicats de type national-syndicaliste de Fuerza Nacional del Trabajo (FNT) de Valence et de Valladolid, ainsi que d'autres groupements et associations.
Le 25 janvier 2003, 3 000 personnes ont assisté à Madrid à la première action publique du Front espagnol pour revendiquer l'unité nationale et éviter la fragmentation du pays.